# (33435) 1999 FD4
1999 FD4 (asteroide 33435) é um asteroide da cintura principal. Possui uma excentricidade de 0.18672180 e uma inclinação de 1.28116º.
Este asteroide foi descoberto no dia 16 de março de 1999 por Spacewatch em Kitt Peak.